# Гельфер, Исраэль
Исраэль Гельфер (англ. Israel Gelfer, ивр. שראל גלפר‎, род. 15 августа 1945) — израильский шахматист, мастер ФИДЕ, международный арбитр (1994), старший тренер ФИДЕ (2004), международный организатор ФИДЕ (2012).

## Биография
Участник шести чемпионатов Израиля. Лучший результат — 4-е место в 1978 г. Чемпион Израиля среди юношей 1962 г.
В составе сборной Израиля участник шахматной олимпиады 1970 г., предварительных соревнований командного чемпионата Европы (финальный турнир состоялся в 1983 г.), четырех командных чемпионатов мира среди студентов (1966, 1968, 1969 и 1971 гг.; в 1969 г. играл на 1-й доске).
Член президиума ФИДЕ. Руководитель комиссии ФИДЕ по борьбе с читерством.

## Книга
- Positional Chess Handbook: 495 Instructive Positions from Grandmaster Games (Dover Publications 2001).

## Основные спортивные результаты
| Год         | Город     | Соревнование                                                             | + | − | = | Результат | Место |
| ----------- | --------- | ------------------------------------------------------------------------ | - | - | - | --------- | ----- |
| 1962        |           | Юношеский чемпионат Израиля                                              |   |   |   |           | 1     |
| 1966        | Эребру    | Командный чемпионат мира среди студентов (сборная Израиля, 2-й запасной) | 2 | 2 | 1 | 2½ из 5   |       |
| 1967        | Тель-Авив | Чемпионат Израиля                                                        | 5 | 4 | 6 | 8 из 15   | 6—7   |
| 1968        | Иббс      | Командный чемпионат мира среди студентов (сборная Израиля, 3-я доска)    | 6 | 2 | 2 | 7 из 10   |       |
| 1969        | Дрезден   | Командный чемпионат мира среди студентов (сборная Израиля, 1-я доска)    | 4 | 4 | 4 | 6 из 12   |       |
| 1969 / 1970 | Тель-Авив | Чемпионат Израиля                                                        |   |   |   |           | 6     |
| 1970        | Зиген     | XIX Олимпиада (сборная Израиля, запасной)                                | 4 | 1 | 4 | 6 из 9    |       |
| 1971        | Маягуэс   | Командный чемпионат мира среди студентов (сборная Израиля, 2-я доска)    | 5 | 2 | 4 | 7 из 11   |       |
| 1974        | Тель-Авив | Чемпионат Израиля                                                        | 5 | 3 | 7 | 8½ из 15  | 5—8   |
| 1976        | Хайфа     | Чемпионат Израиля                                                        |   |   |   | 5½ из 15  | 13—14 |
| 1978        | Тель-Авив | Чемпионат Израиля                                                        | 7 | 2 | 6 | 10 из 15  | 4     |
| 1980        | Тель-Авив | Чемпионат Израиля                                                        |   |   |   | 7½ из 15  | 9—10  |
| 1982        | Люцерн    | Полуфинал командного чемпионата Европы (сборная Израиля, запасной)       | 0 | 1 | 1 | ½ из 2    |       |